# Synagoga w Bojanowie
Synagoga w Bojanowie – synagoga znajdująca się w Bojanowie przy ulicy Stefana Bojanowskiego.
Synagoga została zbudowana w 1859 roku na miejscu starej, drewnianej bożnicy. Podczas II wojny światowej Niemcy zdewastowali wnętrze synagogi. Po zakończeniu wojny budynek przebudowano na łaźnie miejską. Obecnie znajduje się w niej galeria sztuki oraz mieszkania. 
Murowany budynek synagogi wzniesiono na planie prostokąta. Przykryty był kopułą pokrytą malowidłami, w oknach znajdowały się witraże. Do dzisiaj zachowały się jedynie bogato dekorowane drzwi frontowe. W ostatnim czasie zaginęły zachowane fragmenty Aron ha-kodesz, które były w posiadaniu prywatnej osoby.